# 12. veljače
12. veljače (12. 2.) 43. je dan godine po gregorijanskom kalendaru.
Do kraja godine imaju još 322 dana (323 u prijestupnoj godini).

## Događaji
- 1502. – Vasco da Gama krenuo na svoje drugo putovanje prema Indiji
- 1689. – Britanski parlament donio zaključak kako je kralj Jakov II., nakon što je pobjegao u Francusku, abdicirao te je (parlament) proglasio Mariju II. za novu englesku kraljicu
- 1818. – Čile je pod vodstvom generala Bernardoa O'Higginsa formalno proglasio nezavisnost od Španjolske
- 1832. – Ekvador anektirao Otočje Galápagos
- 1909. – Osnovano je National Association for the Advancement of Colored People, jedno od najstarijih i najutjecajnijih organizacija za građanska prava u SAD-u.
- 1912. – Abdicirao posljednji kineski car Pu Yi
- 1924. – Premjerno izvedena Rapsodija u plavom Georgea Gershwina
- 1948. – Održavanjem prve sjednice Narodnog odbora grad Rijeka je ponovno ujedinjen (Rijeka i Sušak) i osnovan je Kotar Rijeka.
- 1960. – Chuck Berry u studiju 'Chess' snima "Bye, Bye Johnny", "Jaguar And Thunderbird", "Drifting Blues" i druge skladbe.
- 1961. – Lansirana sonda Venera 1
- 2001. – NEAR Shoemaker spustio se na Eros, postavši prva svemirska letjelica koja je sletjela na neki asteroid
- 2002. – U Haagu počelo suđenje bivšem predsjedniku Jugoslavije Slobodanu Miloševiću
- 2010. – U kanadskom Vancouveru započele XXI. Zimske olimpijske igre.
- 2016. – Povijesni susret pape Franje i moskovskog patrijarha Kirila na Kubi

| - 1775. – Louisa Catherine Adams, supruga američkog predsjednika Johna Quincya Adamsa († 1852.) - 1768. – Franjo II., posljednji njemačko-rimski car, prvi austrijski car i ugarsko-hrvatski kralj († 1835.) - 1785. – Pierre Louis Dulong, francuski kemičar i fizičar († 1837.) - 1809. – Abraham Lincoln, američki predsjednik i političar († 1865.) - 1809. – Charles Darwin, britanski biolog († 1882.) - 1828. – George Meredith,engleski književnik († 1909.) - 1847. – Thomas Alva Edison, američki izumitelj († 1931.) - 1861. – Lou Andreas-Salomé, rusko-njemačka psihoanalitičarka, filozofkinja i intelektualka († 1937.) - 1880. – George Preca, malteški svetac († 1962.) - 1881. – Ana Pavlova, ruska plesaćica († 1931.) - 1885. – Julius Streicher, nacistički političar († 1945.) - 1892. – Theodor Plievier, njemački književnik († 1955.) - 1893. – Omar Bradley, američki general († 1981.) - 1909. – Zoran Mušič, slovenski slikar († 2005.) - 1918. – Julian Seymour Schwinger, američki fizičar i nobelovac († 1994.) - 1923. – Franco Zeffirelli, talijanski redatelj († 2019.) - 1933. – Costa-Gavras, grčki redatelj - 1939. – Ray Manzarek, američki glazbenik († 2013.) - 1954. – Miljenka Androić, hrvatska glumica - 1956. – Velimir Zajec, hrvatski nogometaš i nogometni trener - 1961. – Željko Konigsknecht, hrvatski glumac - 1980. – Damir Burić, hrvatski vaterpolist - 1982. – Dijana Vidušin, hrvatska glumica | - 1517. – Katarina, navarska kraljica (* 1468.) - 1538. – Albrecht Altdorfer, njemački slikar i grafičar (* 1480.) - 1554. – Jane Grey, engleska kraljica (* 1537.) - 1612. – Jodocus Hondius, flamanski umjetnik (* 1563.) - 1763. – Pierre Carlet de Marivaux, francuski komediograf i romanopisac (* 1688.) - 1786. – Adam Farkaš slovenski (prekomurski) pjesnik (* 1730.) - 1799. – Lazzaro Spallanzani, talijanski biolog i isusovac (* 1729.) - 1804. – Immanuel Kant, njemački filozof (* 1724.) - 1817. – Jive Žigmund Karner, hrvatski redovnik, pisac i prevoditelj u Gradišću (* 1756.) - 1916. – Richard Dedekind, njemački matematičar (* 1831.) - 1942. – Avraham Stern, osnivač i vođa cionističke terorističke skupine u Palestini (* 1907.) - 1954. – Dziga Vertov, sovjetski filmmski redatelj (* 1896.) - 1966. – Elio Vittorini, talijanski književnik (* 1908.) - 1979. – Jean Renoir, francuski filmski redatelj (* 1894.) - 1984. – Julio Cortázar, argentinski pisac (* 1914.) - 1989. – Thomas Bernhard, austrijski književnik (* 1931.) - 2007. – Nikola Filipović, hrvatski pravnik (* 1933.) - 2010. – Nodar Kumaritašvili, gruzijski sanjkaš (* 1988.) - 2011. – Mato Damjanović, hrvatski šahist (* 1927.) - 2011. – Betty Garrett, britanska glumica (* 1919.) - 2019. – Gordon Banks, britanski nogometaš (* 1937.) |

## Blagdani i spomendani
- Darwinov dan (1809.)
- Dan neovisnosti: Čile

## Imendani
- Eulalija
- Melecije
- Zvonimir
- Zvonka
- Damjan